# Color Cross
Color Cross est un jeu vidéo de puzzle édité par Rising Star Games Limited, sorti en 2008 sur Nintendo DS. Son gameplay reprend le principe du picross en y ajoutant une difficulté supplémentaire : le joueur doit placer les blocs au bon endroit mais aussi leur attribuer la bonne couleur.